# Schafik Hándal
Schafik Jorge Hándal Hándal (pronunciado [ʃa'fik 'xan.dal]; Usulután, 13 de octubre de 1930-San Salvador, 24 de enero de 2006) fue un político salvadoreño, hijo de inmigrantes cristiano-palestinos. Fue un  destacado líder de la izquierda salvadoreña, junto a Guillermo Manuel Ungo; ambos fueron herederos políticos de Agustín Farabundo Martí.
Conocido entre los insurrectos con el seudónimo de Comandante Simón, fue uno de los cinco miembros de la Comandancia General que dirigió la guerra revolucionaria del FMLN (1981-1992), fue secretario general del Partido Comunista Salvadoreño (PCS) (1973-1994), partido que se integró en el FMLN plena y definitivamente en 1995.
Fue miembro de la Comisión Política y del Consejo Nacional del Frente Farabundo Martí para la Liberación Nacional (FMLN), el partido de izquierda que a la postre se convertiría en el principal de esta tendencia en El Salvador. Entre los cargos principales que ocupó en dicho partido están los del Jefe de la bancada de diputados en la Asamblea Legislativa de El Salvador (1997-2006) y miembro de la Comisión Política de la Asamblea Legislativa.

## Primeros años
Nació en Usulután el 14 de octubre de 1930, fue hijo de Giries Abdallah Hándal y Giamile Hándal de Hándal, palestinos del poblado de Belén, y quienes inmigraron en la década de 1920, convirtiéndose en terratenientes algodoneros de Valle Nuevo, Santa Cruz Porrillo en el departamento de Usulután, en el oriente del país.
Comenzó su actividad política a los 14 años de edad en la huelga general de brazos caídos que derrocó la dictadura militar del General Maximiliano Hernández Martínez (1931-1944).

## Estudios e inicios en la política: ingreso al Partido Comunista Salvadoreño

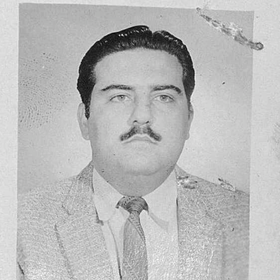
Un joven Schafik Handal en 1950.

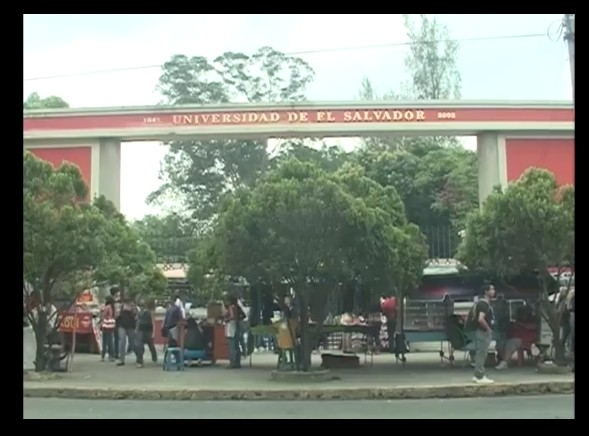
Universidad UES. A lo largo de la mayor parte de su existencia, la Universidad ha tenido una existencia precaria, en los primeros años caracterizada por la falta de apoyo gubernamental y financiación la Universidad de El Salvador se enfrentó a la oposición del gobierno autoritario del país y muchos de los estudiantes y profesores universitarios fueron víctimas de la represión militar. incluido Schafik Hándal

Luego de ingresar a la Facultad de Jurisprudencia y Ciencias Sociales de la Universidad de El Salvador en 1949, se unió a un grupo de jóvenes para fundar la Alianza de la Juventud Demócrata Cristiana cuyas luchas condujeron en 1950 a la autonomía de la Universidad de El Salvador. Exiliado a Chile en 1950, estudia Derecho en la Universidad de Chile, milita en el movimiento estudiantil de ese país y en el Partido Comunista de Chile. En 1957 regresa a El Salvador y estando en la Facultad de Jurisprudencia y Ciencias Sociales de la Universidad de El Salvador de nuevo, se integra al PCS y es elegido secretario general del Comité Departamental de San Salvador. Sostuvo esta posición hasta agosto de 1960, cuando fue apresado y exiliado a Guatemala por su activismo en la formación del Frente Nacional de Orientación Cívica, así como del Partido Revolucionario Abril y Mayo (PRAM) que terminó de existir cuando le fue negada su inscripción legal en 1960.
Entre 1961 y 1963 fue Jefe de la Escuela Militar del Frente Unido de Acción Revolucionaria (FUAR) y organizador de los Grupos de Acción Revolucionaria brazo armado del PCS. Aunque éstos no realizaron acción paramilitar alguna, la Guardia Nacional descubrió un caché de armas en la Colonia Campiña en San Salvador, y fue capturado y encarcelado nuevamente.
El PCS estaba proscrito desde 1932. En 1969 los miembros de éste fundan el partido Unión Democrática Nacionalista. En 1970 una crisis se origina en el interior del PCS en virtud de su ortodoxia soviética inclinada hacia las elecciones y el trabajo político burocrático. Como resultado, renuncia como secretario general Salvador Cayetano Carpio el 21 de marzo para posteriormente fundar el 1 de abril las Fuerzas Populares de Liberación “Farabundo Martí” (FPL), abogando por la lucha armada hacia un gobierno socialista marxista.

## En el “frente popular” salvadoreño: la alianza con la burguesía liberal (1970-1979)

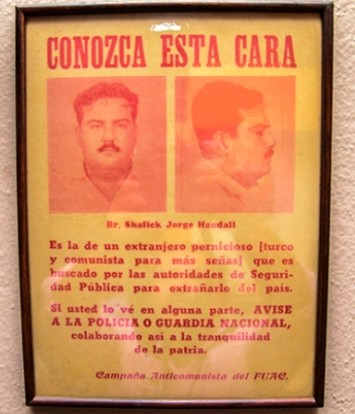
Panfleto que contiene la imagen de Schafick Hándal. A los 18 años Handal ingresa al Partido Comunista de El Salvador donde comienza su liderazgo revolucionario en busca de cambios sociales y democráticos. Debido a su intensa actividad política, dentro de los recintos universitarios, es perseguido y exiliado a Chile y posteriormente a Guatemala

En el contexto de la fundación de las Fuerzas Populares de Liberación (FPL) y luego del Ejército Revolucionario del Pueblo (ERP) en 1971, y del fraude del año anterior, es elegido secretario general del PCS en 1973. Bajo su dirección, la UDN (PCS) continuó en la línea antirrevolucionaria y con la UNO, la cual, en consideración de muchos historiadores, vuelve a ganar las elecciones presidenciales de 1977. De nuevo surgen graves acusaciones de que las elecciones fueron arrebatadas por el PCN mediante fraude y asume la presidencia el general Carlos Humberto Romero. La UNO (con Hándal siendo uno de los tres líderes) llamó a la insurrección el 28 de febrero. Esta manifestación fue reprimida por el Ejército y más de 300 personas fueron masacradas. El presidente Romero fue derrocado en un golpe de Estado el 15 de octubre de 1979. La Unión Democrática Nacionalista y sus aliados de la UNO formaron parte de la primera Junta de Gobierno, actitud que fue criticada como “colaboracionista” por las organizaciones revolucionarias.

## En alianza con las fuerzas revolucionarias, hacia la revolución socialista

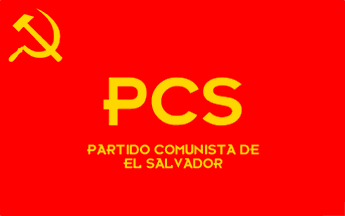
Bandera del Partido Comunista de El Salvador

El 10 de diciembre de 1979 el gubernamental Partido Comunista Cubano liderado por Fidel Castro, convoca a las organizaciones guerrilleras - las FPL y las FARN - y el PCS a una reunión en La Habana. Hándal asiste en representación del PCS. Como resultado de ese encuentro, el 17 de diciembre es formada la Coordinadora Revolucionaria Político-Militar (CR-PM).
De las experiencias electorales, declaró finalmente que “la conquista del poder por el proletariado en orden a poner fin al capitalismo, no puede ser llevada a cabo por medio de elecciones o por maniobras electorales”. En el año 1983, también explicó su renuncia a la línea ortodoxa soviética frentepopulista y su integración a la lucha armada diciendo que los partidos comunistas habían actuado como apéndices a la lucha por la revolución democrática cuando debía haber sido ellos sus impulsores y líderes. “No se puede ir al socialismo sino por la vía de la revolución democrática antiimperialista, pero tampoco se puede consumar la revolución democrática antiimperialista sin ir hasta el socialismo”.
Bajo la dirección de Hándal, el PCS organiza otro grupo armado, las Fuerzas Armadas de Liberación el 24 de marzo de 1980 (el mismo día en que fue asesinado el Arzobispo de San Salvador, Monseñor Óscar Arnulfo Romero). El teatro de operaciones del citado Fuerzas Armadas de Liberación estuvo en diferentes frentes de guerra: Guazapa, norte de San Vicente, Chalatenango, sur de Usulután, Norte de San Miguel, Morazán. El 22 de mayo formó parte de la iniciativa en la que la CR-PM acepta al ERP para convertirse en la Dirección Revolucionaria Unificada Político Militar (DRU-PM), organización de la que el 10 de octubre surge el Frente “Farabundo Martí” para la Liberación Nacional (FMLN) con las FPL, el PCS y el ERP, a quienes se unen más tarde la Resistencia Nacional (RN) y el Partido Revolucionario de los Trabajadores Centroamericanos (PRTC).
Hándal y el PCS participan como una fuerza menor en la ofensiva militar general del FMLN del 10 de enero de 1981. El 23 de febrero, el Departamento de Estado de Estados Unidos publicó un reporte especial titulado “Interferencia Comunista en El Salvador”, en el cual acusaba al FMLN de estar siendo abastecido por Nicaragua (del sandinista Daniel Ortega), Cuba, y la Unión Soviética. Hándal y el PCS lanzaron un comunicado desde Ciudad de México el 6 de febrero en el cual negaron estar recibiendo armas de la Unión Soviética. En el comunicado, también dijo que el PCS no quería tener futuras relaciones hostiles con Estados Unidos.
Posterior a la ofensiva de enero, el FMLN entra en alianza con los antiguos aliados de Hándal de la clase media socialdemócrata del FDR, el cual había sido reorganizado por el Doctor Ungo con su MNR, el Movimiento Popular Social Cristiano (MPSC) de Rubén Zamora y otros disidentes del PDC, y el Movimiento de Profesionales y Técnicos de El Salvador (MIPTES) de Enrique Álvarez Córdova.

## Abandono de la revolución socialista: por la solución negociada al conflicto

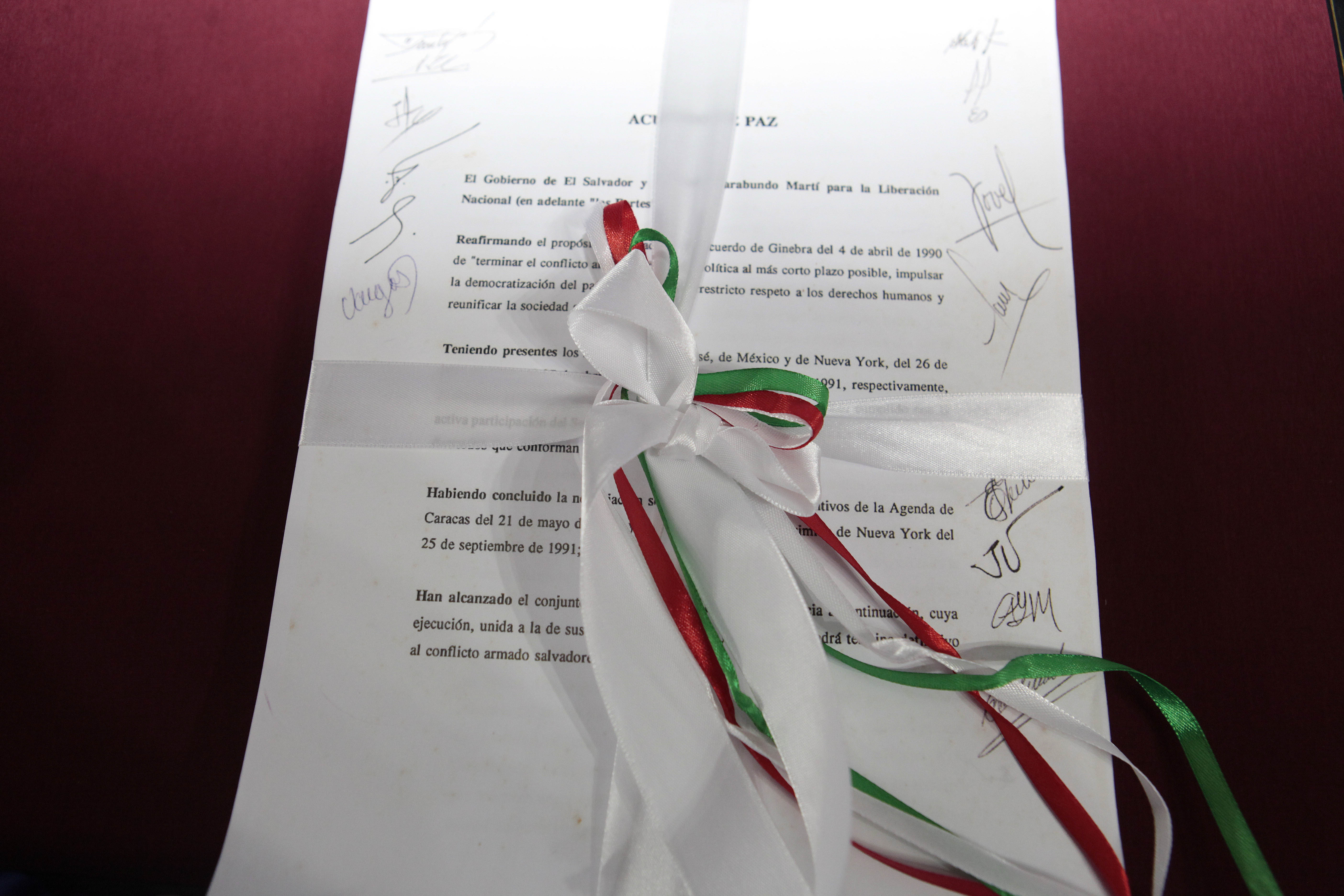
Los Acuerdos de Paz de Chapultepec. La firma de Schafik Hándal se puede ver al final del documento que contiene los Acuerdos de Paz de 1992, que puso fin a la guerra civil de El Salvador.

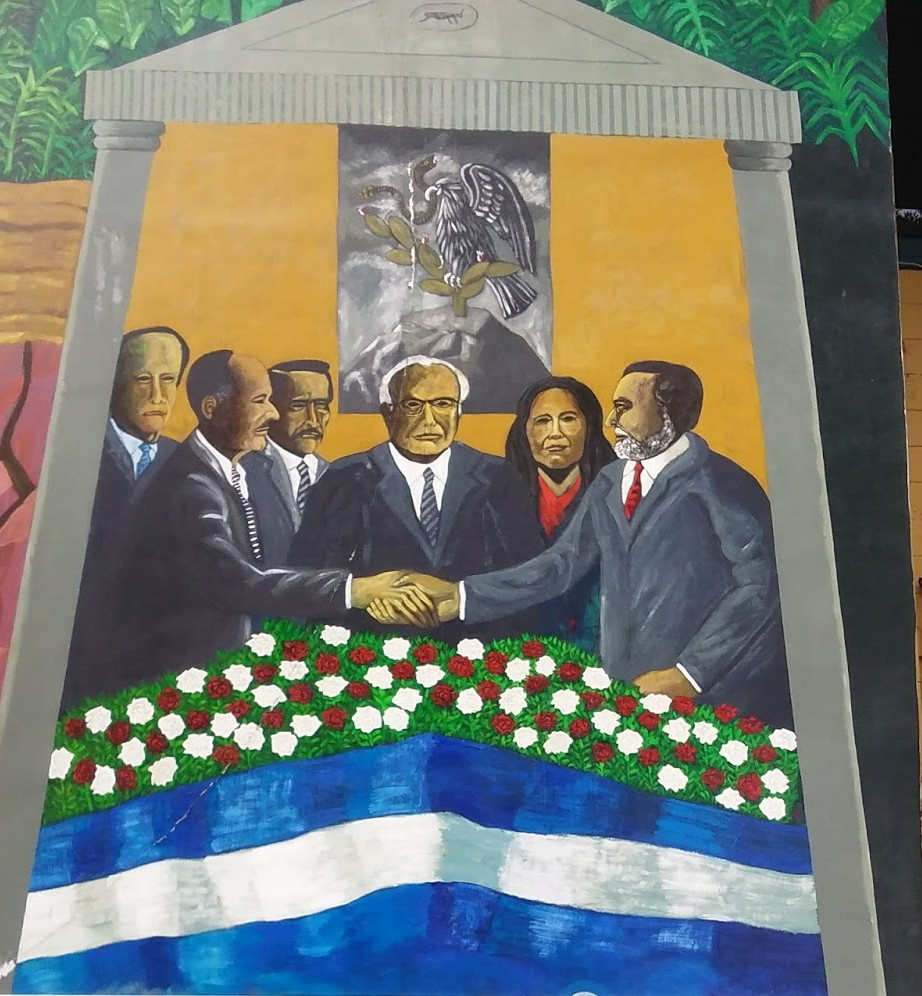
Mural del acuerdo de paz ubicado en el museo nacional en San Salvador; en la imagen el líder guerrillero Schafik Handal líder del FMLN y el presidente de El Salvador Alfredo Cristiani se estrechan la mano.

La línea político-militar de mayor influencia entre los grupos guerrilleros previa a la formación del FMLN y al ingreso de Hándal y del PCS era la Guerra Popular Prolongada (GPP) de Cayetano Carpio (Marcial), que abogaba por seguir la guerra revolucionaria hasta llegar a la toma del poder y la instauración de un gobierno socialista y proletario. La nueva posición dentro del FMLN abogaba por abandonar la toma del poder por la vía armada y buscar una salida política negociada a la guerra. Esta posición, de clara orientación de clase media, fue apoyada por Hándal, el PCS, y las otras organizaciones del FMLN, atraídos por las perspectivas que mostraba la alianza con los socialdemócratas del FDR y con una posible alianza con el PDC.
La polarización de las dos tendencias se resolvió a favor del diálogo y negociación, aislando a Marcial y los seguidores de la GPP en las FPL. La vorágine de este impasse al interior del FMLN llega a su vértice el 6 de abril de 1983 con el asesinato de Mélida Anaya Montes, la Comandante “Ana María”, en Managua, Nicaragua, seguido por el suicidio de Marcial. Pero la ruptura del FMLN con la revolución socialista no terminó con la liquidación de Ana María y Marcial. Un grupo de seguidores de Marcial renunciaron al FMLN y lo desconocieron después de autodenominarse Frente Metropolitano “Clara Elizabeth Ramírez” (FCER). El FCER denunció la línea de diálogo y negociación de las FPL y del FMLN como una “descarada conciliación con la burguesía(...) pues se hace con la búsqueda fundamental de ofrecer al imperialismo yanqui una salida aceptable, que le ponga fin a la guerra, sin importarle a estas alturas a la dirección de las FPL los 50.000 muertos de nuestro pueblo y el papel que ha jugado la burguesía con sus aparatos represivos como los responsables directos de la explotación, de la pobreza y de las masacres de nuestro pueblo (...)”. Este episodio del FMLN termina con la publicación de un comunicado el 16 de diciembre de 1983 en el que la Comandancia General, ya con el Comandante Leonel González sustituyendo a Marcial por las FPL, declara: “hoy estamos más unidos que nunca”.
Efectivamente, el 31 de enero de 1984, la alianza FMLN-FDR oficializó su posición unificada de búsqueda de una solución negociada al conflicto y publicó su Gobierno de Amplia Participación (GAP). Ganado el FMLN a la nueva línea, participó en la Comisión de Diálogo y Negociación de la alianza FMLN-FDR desde 1984 en La Palma, Departamento de Chalatenango, y en Ayagualo, Departamento de La Libertad, hasta el logro de los Acuerdos de Paz de Nueva York de diciembre de 1991 y el de Chapultepec, Ciudad de México, en 1992.

## Liquidación del PCS e integración al FMLN como partido legal
En el período de la posguerra, y con el FMLN ya legalizado como partido político, fue elegido como el primer Coordinador General del FMLN durante la Primera Convención Ordinaria del 4 de septiembre de 1993.
En 1994 integró el Consejo Nacional y la Comisión Política. Así mismo, fue el candidato municipal para alcalde de San Salvador por el FMLN contra el candidato de ARENA Mario Valiente, elección que este último ganó.
El FMLN declara en junio de 1995 ser un partido de izquierda de tendencias, pero sin una ideología definida, y fue nombrado líder de la llamada "Corriente Revolucionaria Socialista" en oposición a la tendencia de los Renovadores (socialdemócratas).
En su Tercera Convención de diciembre de 1995 el Consejo Nacional del FMLN declara disueltas las cinco organizaciones, incluido el PCS. Con la disolución del PCS, cortó para siempre sus vínculos con la ideología marxista-leninista y el movimiento comunista internacional que a estas alturas se encontraba en recomposición después de la caída del bloque soviético. La UDN también es desmantelada, así como la alianza FMLN-FDR.
En 1995 entregó la Coordinación General del FMLN a Salvador Sánchez Cerén (Comandante Leonel González).
Al llegar a ser diputado por el departamento de San Salvador en la Asamblea Legislativa en mayo de 1997, fue nombrado líder de la bancada legislativa del FMLN, cargo que ocupó hasta el día de su muerte. En la Convención Nacional del FMLN en el 2000 se prohíben estructuras paralelas que las tendencias habían creado y éstas son virtualmente abolidas en el FMLN, incluida la CRS de Hándal.
Handal influyó en el 2002 para que la nueva orientación ideológica oficial del FMLN sea el socialismo, la cual ya había sido definida en la Convención Nacional del 2000 con la adición en la Carta de Principios y Objetivos del objetivo número ocho titulado “Luchar por construir un régimen económico, social y político de carácter socialista”.

## Por la revolución democrática y el socialismo de mercado
Desde sus exposiciones en 1983, definió la tesis de la Revolución Democrática (RD) como la transición al socialismo proletario marxista. En 1990, durante la transición del FMLN a la legalidad, Joaquín Villalobos presentó una tesis similar - diferenciándose con la tesis de Hándal por su punto de vista socialdemócrata al plantear un socialismo coexistiendo con el mercado – la cual fue publicada en inglés por la Carnegie Foundation. En el 2004, explicó su concepción de la RD como la lucha por “abolir el capitalismo neoliberal dependiente y asegurar el desarrollo nacional con justicia social y en democracia participativa (...)” En el 2002, el FMLN – bajo la influencia de Hándal – publicó su concepto de socialismo en doce rasgos entre los que se destacan la continuación del mercado como rector de la economía pero controlado por el estado, de la economía mixta, del pluralismo político, y de la inserción del país en el proceso de la globalización. Así mismo, reconocen a países como Cuba, República Popular China y Vietnam como países donde se avanza en la construcción del socialismo “en las nuevas realidades mundiales”. Esta posición representa un giro de alejamiento del concepto handalista original de 1983.

## Candidato presidencial del FMLN

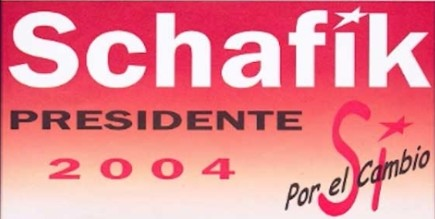
Logotipo De La Campaña Presidencial de Schafik Handal

En las elecciones internas (primarias) del 27 de julio de 2003 fue elegido como el candidato presidencial del FMLN para las elecciones del 2004. Previamente, Hándal y el doctor Guillermo Mata Bennett, director del Colegio Médico, habían sido seleccionados por la Comisión Política y el Consejo Nacional según los estatutos del FMLN. Ganó estas elecciones internas contra Oscar Ortiz, un militante relacionado con los Renovadores.
Hándal incorporó su régimen político y económico de la RD como la base ideológica de su programa de gobierno Programa Social y Democrático para El Salvador que llevó en su candidatura presidencial del 2004. El contrincante de Hándal por el lado del partido conservador ARENA (que había derrotado al FMLN en las dos presidenciales anteriores), fue Elías Antonio Saca, también descendiente de inmigrantes palestinos y con lazos familiares con Hándal. En su programa de gobierno, enfatizó que todos los cambios que perseguía estaban enmarcados en la Constitución y en el derecho internacional, y que su política exterior “cultivará relaciones amistosas con los Estados Unidos (...)”.
Aun así, fue duramente criticado durante la campaña electoral mediante el desprestigio y ataques personales sistemáticos conducido por miembros del Partido Republicano en el Congreso de Estados Unidos y por personeros conectados directamente a la Administración de George W. Bush. El presidente Francisco Flores, señaló en Estados Unidos, que los salvadoreños residentes en ese país podrían ser deportados si ganaba el FMLN debido a la indisposición de Hándal ante las remesas familiares provistas por los salvadoreños residentes en ese país. A cuatro días de las elecciones, el congresista Thomas Tancredo amenazó con controlar dichas remesas. La campaña fue denunciada por diversas fuentes, incluido un grupo de congresistas estadounidenses liderado por Raúl M. Grijalva, quienes enviaron una carta al Secretario de Estado Colin Powell en la que protestaban por la injerencia de Estados Unidos en el proceso electoral salvadoreño.
Durante su campaña electoral, formó una base popular amplia con el Bloque Popular Social y la Alianza Democrática por el Cambio. Así mismo, firmó una alianza con el Movimiento Social Demócrata dirigido por el excomandante Jonás, Jorge Meléndez, líder del ex ERP que abandonó el FMLN junto a Villalobos y otra con el Movimiento Patria para Todos (MPT), un movimiento constituido por exlíderes y militantes de la RN dirigidos por Roberto Cañas. También atrajo a figuras de la clase media como un grupo encabezado por Marina Estela Ávalos, la exesposa del exalcalde de San Salvador por el FMLN y disidente Héctor Silva, y un grupo de militares del Ejército liderado por el coronel retirado David Munguía Payés, exlíder del partido Acción Popular.
En su campaña como candidato presidencial, trazó en forma clara la dimensión de lo que llamaba el programa antineoliberal. Además de las alianzas con sectores de la clase media ya mencionadas, Hándal firmó lo que llamó una “alianza parlamentaria” con el partido derechista PCN, aliado menor de ARENA. Esta controvertida alianza fue criticada incluso por círculos vinculados a la Universidad Centroamericana "José Simeón Cañas" (UCA). Pero las sorpresas del programa antineoliberal de Hándal llegaron aún más lejos al reunirse con la asociación de maquileros coreanos y decirles: “Sean bienvenidos, ustedes, cuenten con mi apoyo, ya que El Salvador necesita de la inversión extranjera”. Más tarde, el periódico Frente informó sobre una reunión entre Hándal y Enrique V. Iglesias, el director del Banco Interamericano de Desarrollo (BID) en la que Iglesias estrechaba manos con Hándal prometiendo créditos internacionales a un posible gobierno del FMLN.
El 24 de mayo después de analizar las elecciones, publicó un documento en el que declaró "ilegal e ilegítima" la presidencia de Elías Antonio Saca. A pesar de esta situación, sin embargo, Hándal publicó un artículo en el que afirmó que “cambiar el sistema usando sus mismas reglas es difícil, pero no imposible (...) Hay quienes argumentan que no es posible generar un proceso de cambio desde dentro del sistema, actuando con las mismas reglas del sistema. Estoy en desacuerdo con esta opinión, que se presenta como verdad absoluta e indiscutible”.
Al final del 2004, el Departamento de Estado anuló la visa de Hándal para entrar a Estados Unidos.

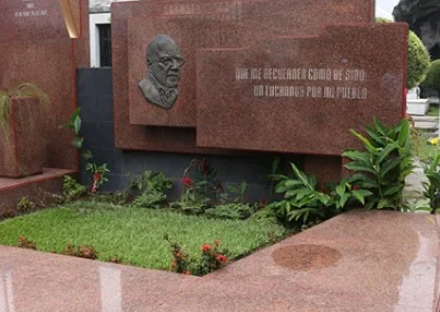
Tumba De Shafik Handal

Murió inesperadamente el 24 de enero de 2006 en la capital salvadoreña por un fulminante ataque cardíaco, poco después de su regreso del viaje que realizó a Bolivia, en la toma de posesión de mando del presidente electo de ese país, Evo Morales, otro significativo representante de la izquierda latinoamericana.
En la Asamblea Legislativa, fue sustituido como líder de la bancada por Salvador Sánchez Cerén (Comandante Leonel González). En las elecciones del 2006, fue candidato a diputado en el Parlamento Centroamericano. El FMLN creó lo que durante la campaña electoral del 2006 se llamó el “Efecto Schafik” después que al sepelio de Hándal se reportó una multitudinaria asistencia de alrededor de 100.000 personas. Dicho “efecto” fue creado por la celebración tradicional católica de los 40 días, período en el cual el FMLN llevó a cabo eventos de carácter político para mantener la coyuntura creada por la muerte de Hándal e influir en los resultados de las elecciones del 12 de marzo del 2006.

## Legado

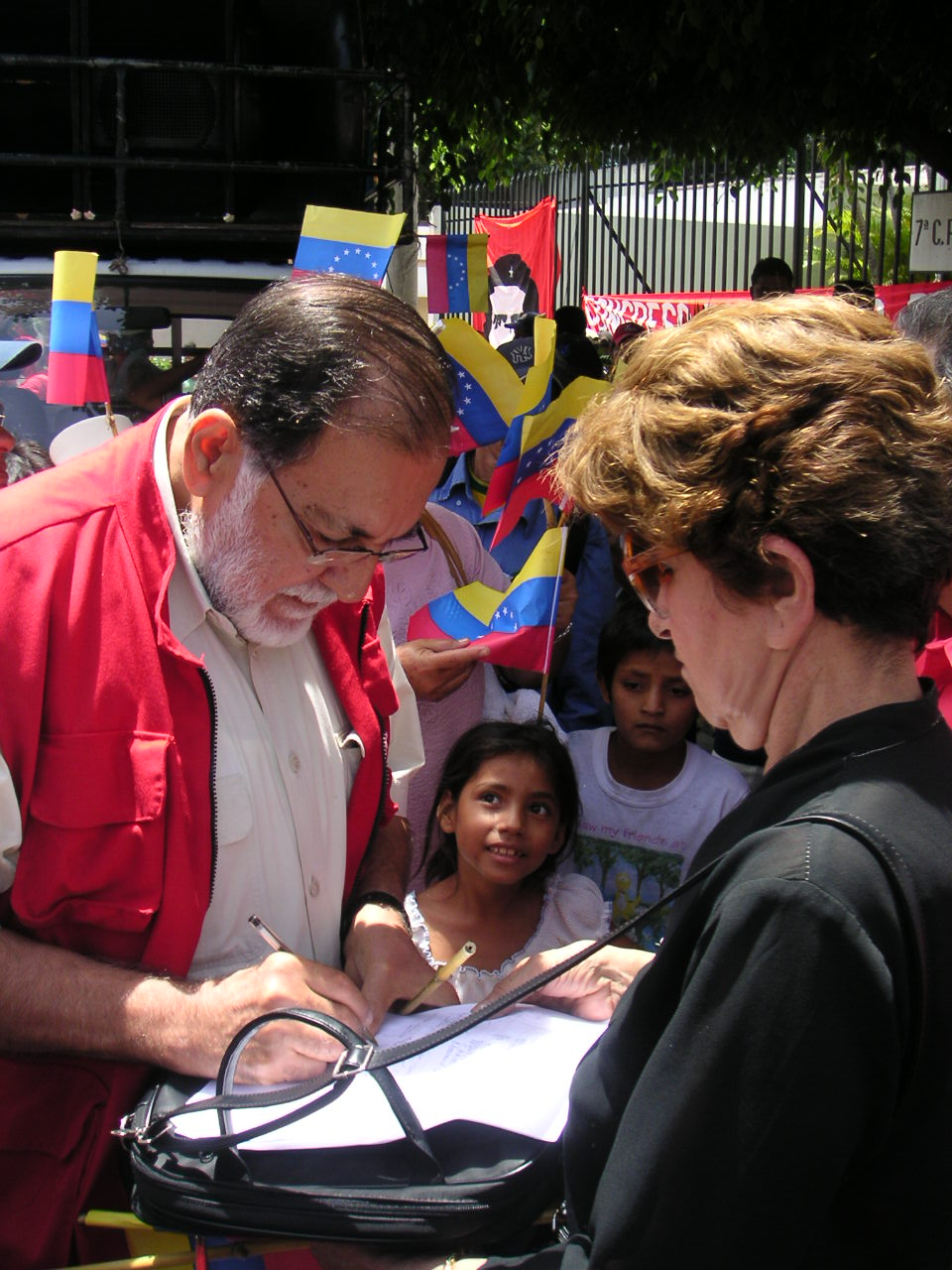
Schafik Hándal (a la izquierda de la imagen) en las afueras de la Embajada de Venezuela en El Salvador en un acto de apoyo al presidente venezolano Hugo Chávez, en expectativa del referéndum presidencial sobre su permanencia en 2004. Se le ve firmando algo para la periodista y catedrática Elisa Meza

Sus hijos, Jorge Schafik, Herlinda y Anabella (de su primera esposa Blanca, con quien se casó en 1949 y murió en 1980); y Xenia (hija de Tatiana); su esposa, rusa de origen moscovita, Tatiana Bichkova.
Después de su fallecimiento, grupos como el Fuerzas Armadas Revolucionarias de Colombia, se pronunció sobre su muerte.

### Conferencias y foros políticos
Las conferencias y foros políticos a los que asistió son muy significativas: la de abril de 1983 donde Hándal participó en la Conferencia Científica Internacional celebrada en Berlín, en la entonces Alemania Oriental, con ocasión del Centenario de la muerte de Karl Marx; la Conferencia de Solidaridad Mundial en la Habana, noviembre de 1994; la Conferencia de Acción Parlamentaria Mundial realizada en el Capitolio en el 2003; el Primer Encuentro Latinoamericano y Caribeño de Parlamentarios y Parlamentarias en el 2004; la Conferencia Internacional contra el Terrorismo, por la Verdad y la Justicia, en La Habana en junio del 2005. El Foro sobre el Futuro de El Salvador patrocinado por el World Affairs Council of Northern California el 8 de julio del 2003.

### Reconocimientos
El 16 de enero de 2004 fue investido con el título de Profesor Honorario en Ciencias Políticas de la Universidad Autónoma de Santo Domingo, República Dominicana, en acto realizado en la Universidad de El Salvador.
De manera póstuma, fue declarado “Hijo Meritísimo de la Ciudad de San Salvador” por el alcalde de San Salvador Carlos Rivas Zamora, y diputados del PARLACEN otorgaron un reconocimiento de “Honor al Mérito Centroamericano”. La Comisión Permanente de Partidos Políticos de América Latina (COPPPAL) lo indujo póstumamente con la orden “Luis Donaldo Colosio”. En ese sentido, cabe mencionar también que el 27 de enero de 2006, la Asamblea General Universitaria de la Universidad de El Salvador acordó proponer al Consejo Superior Universitario de esa misma casa de estudios que se otorgara el "Doctorado Honoris Causa Post Mortem" a Schafik Hándal, quien aprobó dicha recomendación el 6 de abril de 2006. El acto de entrega póstuma de este título honorífico, junto con una medalla de honor, tuvo lugar el 19 de septiembre de 2006 en el Cine Teatro de ese centro educativo, siendo recibido por Jorge Schafik Handal Vega, hijo de Schafik Hándal, de manos de la doctora María Isabel Rodríguez, quien en ese tiempo se desempeñaba como rectora de esa institución de educación superior.
El obispo católico auxiliar de San Salvador, Monseñor Gregorio Rosa Chávez, dijo que Hándal fue el político más grande del país en el siglo XX y de principios del siglo XXI. El Presidente de Venezuela, Hugo Chávez, fue uno de los líderes latinoamericanos que más se apenó por la muerte de Hándal, el cual lo consideró un gran revolucionario.